# Juan Pérez Márquez
Juan Pérez Márquez (Badajoz, Extremadura, Španjolska, 3. siječnja 1974.) je španjolski rukometaš. Igra na položaju kružnog napadača. Španjolski je reprezentativac. 
Pérez danas igra za jedan od vodećih španjolskih rukometnih klubova San Antonio i španjolsku rukometnu reprezentaciju. Igra na mjestu kružnog napadača, no većinu utakmica igra u obrani.
U španjolskom najvišem rangu natjecanja, Ligi ASOBAL, zaigrao je prvi put 1996. godine. Igrao je za Valladolid. S tim klubom nije osvojio nikoji naslov. Godine 1998. je otišao u Ademar León, s kojim je 2000. osvojio Kup ASOBAL kao i Kup pobjednika kupova. Te iste godine ga je kupio San Antonio. Ondje je 2001. godine osvojio španjolski rukometni kup i Ligu prvaka; 2002. španjolsko prvenstvo, 2004. ponovo Kup pobjednika kupova i 2005. ponovo španjolsko prvenstvo.
Do danas je odigrao 204 utakmice za Španjolsku. Na svjetskom prvenstvu 2005. je osvojio zlato, na europskom prvenstvu 2006. u Švicarskoj je bio doprvak, kao i na europskim prvenstvima 1996. i 1998. godine. Na europskom prvenstvu 2000., olimpijskim igrama 1996. u Atlanti i 2000. u Sydneyu je osvojio brončano odličje. Danas nije glavnim igračem u španjolskoj reprezentaciji na mjestu na kojem inače igra; tek je trećim izborom, iza Rolanda Uríosa i Julena Aguinagaldea. Zbog istog razloga nije sudjelovao na svjetskom prvenstvu 2007. u Njemačkoj niti na europskom prvenstvu u Norveškoj 2008. godine.

## Vanjske poveznice
- San Antonio[neaktivna poveznica] Juancho Pérez
- Liga prvaka Profil